# ÷ (Ed Sheeran)
÷ (spreek uit als divide) is het derde studioalbum van de Britse singer-songwriter Ed Sheeran. Het album werd op 3 maart 2017 uitgebracht bij Asylum Records, net als zijn vorige album.
Nog voor het album werd gelanceerd, werden al de singles Castle on the Hill en Shape of You uitgebracht. Beide werden grote hits.
Sheeran schilderde zelf de omslag van het album.

## Tracklist
| 1.                 | Eraser                         | Ed Sheeran, Johnny McDaid                                | Sheeran, McDaid         | 3:47 |
| 2.                 | Castle on the Hill             | Sheeran, Benjamin Levin                                  | Benny Blanco            | 4:21 |
| 3.                 | Dive                           | Sheeran, Levin, Julia Michaels                           | Blanco                  | 3:58 |
| 4.                 | Shape of You                   | Sheeran, McDaid, Steve Mac, Kandi Burruss                | Sheeran, Mac            | 3:53 |
| 5.                 | Perfect                        | Sheeran                                                  | Sheeran, Will Hicks     | 4:23 |
| 6.                 | Galway Girl                    | Sheeran, McDaid, Levin, Sean Graham, Foy Vance           | Mike Elizondo, Blanco   | 2:50 |
| 7.                 | Happier                        | Sheeran, Levin, Ryan Tedder                              | Blanco                  | 3:27 |
| 8.                 | New Man                        | Sheeran, Levin, Jessie Ware, Ammar Malik, Magnus Høiberg | Blanco                  | 3:09 |
| 9.                 | Hearts Don't Break Around Here | Sheeran, McDaid                                          | Sheeran, McDaid         | 4:08 |
| 10.                | What Do I Know?                | Sheeran, McDaid, Vance                                   | Sheeran, McDaid         | 3:57 |
| 11.                | How Would You Feel (Paean)     | Sheeran                                                  | Sheeran                 | 4:40 |
| 12.                | Supermarket Flowers            | Sheeran, McDaid, Levin                                   | Sheeran, McDaid, Blanco | 3:41 |
| Totale duur: 46:14 |                                |                                                          |                         |      |